# Canton du Mézenc
Le canton du Mézenc est une circonscription électorale française du département de la Haute-Loire.

## Histoire
Un nouveau découpage territorial de la Haute-Loire entre en vigueur à l'occasion des élections départementales de 2015. Il est défini par le décret du 17 février 2014, en application des lois du 17 mai 2013 (loi organique 2013-402 et loi 2013-403). Les conseillers départementaux sont, à compter de ces élections, élus au scrutin majoritaire binominal mixte. Les électeurs de chaque canton élisent au Conseil départemental, nouvelle appellation du Conseil général, deux membres de sexe différent, qui se présentent en binôme de candidats. Les conseillers départementaux sont élus pour 6 ans au scrutin binominal majoritaire à deux tours, l'accès au second tour nécessitant 12,5 % des inscrits au 1er tour. En outre la totalité des conseillers départementaux est renouvelée. Ce nouveau mode de scrutin nécessite un redécoupage des cantons dont le nombre est divisé par deux avec arrondi à l'unité impaire supérieure si ce nombre n'est pas entier impair, assorti de conditions de seuils minimaux. Dans la Haute-Loire, le nombre de cantons passe ainsi de 35 à 19.
Le canton du Mézenc est formé de communes des anciens cantons de Le Monastier-sur-Gazeille (11 communes), de Tence (2 communes), de Fay-sur-Lignon (6 communes) et de Saint-Julien-Chapteuil (2 communes). Avec ce redécoupage administratif, le territoire du canton s'affranchit des limites d'arrondissements, avec 19 communes incluses dans l'arrondissement du Puy-en-Velay et deux dans celui d'Yssingeaux. Le bureau centralisateur est situé au Chambon-sur-Lignon.
Le nom du canton vient du Mont Mézenc.

## Représentation
| Période élective | Période élective | Mandat | Mandat   | Identité         | Nuance | Nuance | Qualité                                               |
| ---------------- | ---------------- | ------ | -------- | ---------------- | ------ | ------ | ----------------------------------------------------- |
| 2015             | 2021             | 2015   | 2021     | Philippe Delabre |        | UDI    | Employé Maire de Saint-Front                          |
| 2015             | 2021             | 2015   | 2021     | Nathalie Rousset |        | DVD    | Ancienne conseillère municipale du Chambon-sur-Lignon |
| 2021             | 2028             | 2021   | en cours | Philippe Delabre |        | UDI    | Conseiller sortant                                    |
| 2021             | 2028             | 2021   | en cours | Nathalie Rousset |        | DVD    | Conseillère sortante                                  |

### Résultats détaillés

#### Élections de mars 2015
À l'issue du 1er tour des élections départementales de 2015, deux binômes sont en ballotage : Philippe Delabre et Nathalie Rousset (Union de la Droite, 45,13 %) et Bernard Cheynel et Renée Vaggiani (PS, 34,39 %). Le taux de participation est de 51,55 % (5 229 votants sur 10 143 inscrits) contre 53,67 % au niveau départemental et 50,17 % au niveau national.
Au second tour, Philippe Delabre et Nathalie Rousset (Union de la Droite) sont élus avec 56,76 % des suffrages exprimés et un taux de participation de 50,93 % (2 645 voix pour 5 166 votants et 10 143 inscrits).

#### Élections de juin 2021
Le premier tour des élections départementales de 2021 est marqué par un très faible taux de participation (33,26 % au niveau national). Dans le canton du Mézenc, ce taux de participation est de 39,02 % (3 928 votants sur 10 067 inscrits) contre 40,17 % au niveau départemental. À l'issue de ce premier tour,  le binôme constitué de Philippe Delabre et Nathalie Rousset (Union au centre et à droite, 100 %), est élu avec 100 % des suffrages exprimés.

## Composition
Le canton du Mézenc comprend vingt-et-une communes entières.
| Nom                                           | Code Insee | Intercommunalité       | Superficie (km2) | Population (dernière pop. légale) | Densité (hab./km2) | Modifier                                    |
| --------------------------------------------- | ---------- | ---------------------- | ---------------- | --------------------------------- | ------------------ | ------------------------------------------- |
| Le Chambon-sur-Lignon (bureau centralisateur) | 43051      | CC du Haut-Lignon      | 41,71            | 2 451 (2022)                      | 59                 | modifier les données · modifier les données |
| Alleyrac                                      | 43004      | CC Mézenc-Loire-Meygal | 11,34            | 118 (2022)                        | 10                 | modifier les données · modifier les données |
| Chadron                                       | 43047      | CC Mézenc-Loire-Meygal | 13,62            | 348 (2022)                        | 26                 | modifier les données · modifier les données |
| Champclause                                   | 43053      | CC Mézenc-Loire-Meygal | 22,27            | 203 (2022)                        | 9,1                | modifier les données · modifier les données |
| Chaudeyrolles                                 | 43066      | CC Mézenc-Loire-Meygal | 18,90            | 128 (2022)                        | 6,8                | modifier les données · modifier les données |
| Les Estables                                  | 43091      | CC Mézenc-Loire-Meygal | 33,94            | 318 (2022)                        | 9,4                | modifier les données · modifier les données |
| Fay-sur-Lignon                                | 43092      | CC Mézenc-Loire-Meygal | 13,24            | 344 (2022)                        | 26                 | modifier les données · modifier les données |
| Freycenet-la-Cuche                            | 43097      | CC Mézenc-Loire-Meygal | 16,25            | 105 (2022)                        | 6,5                | modifier les données · modifier les données |
| Freycenet-la-Tour                             | 43098      | CC Mézenc-Loire-Meygal | 7,93             | 114 (2022)                        | 14                 | modifier les données · modifier les données |
| Goudet                                        | 43101      | CC Mézenc-Loire-Meygal | 4,50             | 75 (2022)                         | 17                 | modifier les données · modifier les données |
| Lantriac                                      | 43113      | CC Mézenc-Loire-Meygal | 22,83            | 1 929 (2022)                      | 84                 | modifier les données · modifier les données |
| Laussonne                                     | 43115      | CC Mézenc-Loire-Meygal | 25,11            | 1 019 (2022)                      | 41                 | modifier les données · modifier les données |
| Mazet-Saint-Voy                               | 43130      | CC du Haut-Lignon      | 45,02            | 1 111 (2022)                      | 25                 | modifier les données · modifier les données |
| Le Monastier-sur-Gazeille                     | 43135      | CC Mézenc-Loire-Meygal | 39,39            | 1 773 (2022)                      | 45                 | modifier les données · modifier les données |
| Montusclat                                    | 43143      | CC Mézenc-Loire-Meygal | 10,47            | 123 (2022)                        | 12                 | modifier les données · modifier les données |
| Moudeyres                                     | 43144      | CC Mézenc-Loire-Meygal | 9,25             | 108 (2022)                        | 12                 | modifier les données · modifier les données |
| Présailles                                    | 43156      | CC Mézenc-Loire-Meygal | 22,23            | 110 (2022)                        | 4,9                | modifier les données · modifier les données |
| Saint-Front                                   | 43186      | CC Mézenc-Loire-Meygal | 52,33            | 413 (2022)                        | 7,9                | modifier les données · modifier les données |
| Saint-Martin-de-Fugères                       | 43210      | CC Mézenc-Loire-Meygal | 20,87            | 228 (2022)                        | 11                 | modifier les données · modifier les données |
| Salettes                                      | 43231      | CC Mézenc-Loire-Meygal | 20,28            | 154 (2022)                        | 7,6                | modifier les données · modifier les données |
| Les Vastres                                   | 43253      | CC Mézenc-Loire-Meygal | 30,34            | 191 (2022)                        | 6,3                | modifier les données · modifier les données |
| Canton du Mézenc                              | 4308       |                        | 481,82           | 11 363 (2022)                     | 24                 | modifier les données                        |

## Démographie
En 2022, le canton comptait 11 363 habitants, en évolution de +0,46 % par rapport à 2016 (Haute-Loire : +0,36 %, France hors Mayotte : +2,11 %).
| 2013   | 2018   | 2022   |
| ------ | ------ | ------ |
| 11 457 | 11 292 | 11 363 |